# آتش‌بس ۲
آتش‌بس ۲ فیلمی به کارگردانی و نویسندگی تهمینه میلانی و تهیه‌کنندگی محمد نیک‌بین محصول سال ۱۳۹۲ ایران است. این فیلم در تاریخ ۲۶ شهریور ۱۳۹۳ در سینماهای تهران اکران شده است. بسیاری از دیالوگ‌ها و خورده داستان‌های فیلم، اقتباسی از یکی از سمینارهای فرهنگ هلاکویی به نام ۵۰ باید و نباید در زندگی زناشویی است و فیلم‌نامه با مشورت مستقیم فرهنگ هلاکویی نوشته شده است.

## خلاصه فیلم
یک زوج جوان و تحصیل‌کرده که عازم سفری به خارج از کشور هستند، پس از سال‌ها مشاور خانوادهٔ خود را به‌طور اتفاقی در فرودگاه ملاقات می‌کنند و در مدت زمانی که منتظر پرواز خود هستند، اتفاقات سال‌هایی از زندگی خود را در مدتی که مشاور آن‌ها در خارج از کشور بود، مرور می‌کنند.

## بازیگران
- بهرام رادان در نقش خسرو
- میترا حجار در نقش ترانه
- آتیلا پسیانی در نقش روان‌شناس
- گوهر خیراندیش در نقش نقره
- مهرانه مهین‌ترابی در نقش مادر خسرو
- پژمان جمشیدی در نقش حسام
- دانیال عبادی در نقش همکار ترانه
- فلور نظری در نقش مادر ترانه
- الناز فیروزآذر در نقش نامزد حسام
- رایان جواهریان در نقش سام - جاوید